# Jan Samyn
Jan-Baptist Samyn (Antwerpen, 24 april 1875 - Sint-Mariaburg, 18 mei 1953) was een Belgisch arbeider, dagbladuitgever en politicus voor de BWP / BSP.

## Levensloop
Samyn begon te werken toen hij elf jaar was, achtereenvolgens in een borstelfabriek, als leerling-kleermaker, als loodgieter, als telegrambesteller en als metaalbewerker (eerst draaier in een telefoonfabriek, daarna bij Minerva als keurder van bromfietsmotoren). Hij was vijftien toen hij actief werd in de socialistische beweging. In 1893 richtte hij in Berchem een studiekring, op waaruit de socialistische zangkring De Volksstem voortkwam. In augustus 1901 stichtte hij de Werkersbond van Berchem.
Van 1902 tot 1909 woonde en werkte hij in Wallonië. Bij zijn terugkeer in Antwerpen richtte hij een vennootschap op voor het leveren van werktuigen voor deglycerinatie. In 1912 stichtte hij de Harmonie Volharding van Berchem en de Werkersbond van Deurne. Tijdens de algemene werkstaking van 14 tot 24 april 1913 voor het algemeen enkelvoudig stemrecht maakte Samyn deel uit van het comité voor het 'algemeen beheer', dat samen met een propagandacomité en een comité voor geldinzamelingen, leiding gaf aan de staking in het Antwerpse.
In 1914 was hij een van de oprichters van de Volksgazet en werd meteen afgevaardigd bestuurder en eerste directeur van het socialistisch dagblad. Ook van het Coöperatief Verbond Antwerpen was hij afgevaardigd bestuurder. In 1919 was hij medestichter van de werkersbond van Kalmthout.
In 1920 volgde hij Urbain Jamar op als socialistisch volksvertegenwoordiger voor het arrondissement Antwerpen en vervulde dit mandaat tot in 1949. In 1921 werd hij verkozen tot gemeenteraadslid in Deurne, maar hij voldeed niet aan de voorwaarden om in deze gemeente te worden verkozen en werd door de bestendige deputatie onverkiesbaar verklaard. Hij werd onmiddellijk vervangen door Louis Van Craen in deze functie.